# Urosticte
Urosticte – rodzaj ptaków z podrodziny paziaków (Lesbiinae) w rodzinie kolibrowatych (Trochilidae).

## Zasięg występowania
Rodzaj obejmuje gatunki występujące w Ameryce Południowej (Kolumbia, Ekwador i Peru).

## Morfologia
Długość ciała 8–10 cm; masa ciała 3,8–4,2 g.

## Systematyka

### Etymologia
Urosticte: gr. ουρα oura „ogon”; στικτος stiktos „cętkowany”, od στιζω stizō „tatuować”.

### Podział systematyczny
Do rodzaju należą następujące gatunki:
- Urosticte benjamini (Bourcier, 1851) – białosterek zielony
- Urosticte ruficrissa Lawrence, 1864 – białosterek rdzaworzytny